# 이 멋진 세계에 축복을! 붉은 전설
《이 멋진 세계에 축복을! 붉은 전설》(일본어: 映画 この素晴らしい世界に祝福を！紅伝説)은 일본의 애니메이션,액션, 코미디, 판타지 영화이다. 일본에서는 2019년 8월 30일에 개봉이 되었으며, 대한민국에서는 2월 6일에 개봉되었다.

## 줄거리
이 세계 생활은, 고향 방문조차도 대모험……!?
교통사고(!?)로 허무하게 인생의 막을 내릴 예정이었던 게임을 사랑하는 은둔형 외톨이 사토 카즈마는, 어쩌다 보니 여신 아쿠아를 길동무 삼아서 이세계로 전생하게 된다.
“RPG 게임 같은 이세계에서 동경하던 모험가 생활 엔조이! 목표는 용사!”
하지만 신나는 기분은 잠깐이고, 전생한 카즈마에게는 골치 아픈 일만 계속된다.
트러블 메이커 잉여신 아쿠아, 중2병을 잘못 앓은 마법사 메구밍, 망상 논스톱 여기사 다크니스라는 능력치는 높은데 나사가 심하게 빠진 세 사람과 파티를 짜게 되고, 빚 때문에 옴짝달싹 못하게 되고, 국가 반역죄의 혐의로 재판에 회부되고, 마왕군의 간부를 토벌하고, 때로는 죽기도 한다….
그러던 어느 날, 다급하게 찾아온 홍마족 소녀 융융의 폭탄 발언으로 카즈마 일행은 얼어붙고 만다.
'저요, 카즈마 씨의 아이를 원해요!'
사정을 들어보니, 메구밍과 융융의 고향인 '홍마의 마을'이 멸망의 위기에 처했다고 한다. 마을을 구하기 위해 먼저 출발한 융융을 쫓아서 홍마의 마을로 향한 카즈마 일행이었지만--!?
카즈마 파티를 덮친, 최대의 위기! 평범한 모험가 카즈마가 살아가는 이세계 라이프의 미래는 어디로!?

## 출연진&제작진

### 출연
- 후쿠시마 준 - 사토 카즈마(목소리) 역
- 아마미야 소라 - 아쿠아(목소리) 역
- 타카하시 리에 - 메구밍(목소리) 역
- 카야노 아이 - 다크니스(목소리) 역
- 토요사키 아키 - 융융(목소리) 역
- 호리에 유이 - 위즈(목소리) 역

### 제작진
- 감독: 카나사키 타카오미
- 원작: 아카즈키 나츠메
- 그림: 미시마 쿠로네
- 음악: 코다 마사토
- 수입:  (주)애니플러스
- 배급:  (주)애니플러스